# Moral de Calatrava
Moral de Calatrava település Spanyolországban, Ciudad Real tartományban. Moral de Calatrava Almagro, Ciudad Real, Bolaños de Calatrava, Manzanares, Valdepeñas, Santa Cruz de Mudela és Granátula de Calatrava községekkel határos. Lakosainak száma 5103 fő (2024).

## Népesség
A település népessége az elmúlt években az alábbi módon változott:
| Lakosok száma | 5241 | 5239 | 5297 | 5693 | 5657 | 5424 | 5325 | 5271 | 5211 | 5103 |
|               | 2001 | 2004 | 2006 | 2009 | 2011 | 2014 | 2016 | 2019 | 2021 | 2024 |